# Ryszard Legutko
Ryszard Antoni Legutko (Cracóvia, 24 de dezembro de 1949), é um filósofo e político polonês.[carece de fontes?]
Faz parte do partido Lei e Justiça e da direcção do grupo de Reformistas e Conservadores Europeus no Parlamento Europeu.
Foi professor da Universidade Jagelloniana, em Cracóvia, e foi também Vice-Presidente do Senado Polaco e actualmente é o Secretário de Estado na Chancelaria do Presidente da Polónia.
Foi agraciado, em 1 de Setembro de 2008, com a grã-cruz da Ordem do Mérito de Portugal.

## Livros
- The Demon in Democraty – Totalitarian Temptations in Free Societes[4]
- Cunning Of Freedom - Saving The Self In An Age Of False Idols (2021)[5]